# Abdulrahman Al-Jassim
Abdulrahman Ibrahim Al-Jassim (Arabisch: عبد الرحمن الجاسم) (14 oktober 1987) is een Qatarees voetbalscheidsrechter. Hij is in dienst van FIFA en AFC sinds 2013. Ook leidt hij wedstrijden in de Qatar Stars League.
Op 8 april 2015 leidde Al-Jassim zijn eerste wedstrijd in internationaal verband tijdens een wedstrijd tussen Suwon Bluewings en Brisbane Roar in de AFC Champions League; het eindigde in 3–1 en de Qatarees trok vijfmaal een gele kaart. Zijn eerste interland floot hij op 11 juni 2015, toen Saoedi-Arabië met 3–2 won van Palestina. Tijdens deze wedstrijd toonde Al-Jassim aan twee Palestijnen een gele kaart. Op 21 december 2019 was Al-Jassim scheidsrechter tijdens de finale van het WK voor clubs, waarin Liverpool met 1–0 wist te winnen van Flamengo.
In april 2018 werd hij gekozen als een van de dertien videoscheidsrechters die actief zouden zijn op het WK 2018 in Rusland. In 2022 werd hij opnieuw opgeroepen voor het wereldkampioenschap (in Qatar), ditmaal als scheidsrechter.

## Interlands
| Datum             | Plaats                        | Wedstrijd                        | Uitslag | Competitie           | Kreeg geel | Kreeg voor de tweede keer geel en dus rood | Weggestuurd |
| ----------------- | ----------------------------- | -------------------------------- | ------- | -------------------- | ---------- | ------------------------------------------ | ----------- |
| 11 juni 2015      | Dammam, Saoedi-Arabië         | Saoedi-Arabië – Palestina        | 3 – 2   | WK 2018 kwalificatie | 2          | 0                                          | 0           |
| 3 september 2015  | Abu Dhabi, VAE                | V.A.E. – Maleisië                | 10 – 0  | WK 2018 kwalificatie | 3          | 0                                          | 0           |
| 24 maart 2016     | Teheran, Iran                 | Irak – Thailand                  | 2 – 2   | WK 2018 kwalificatie | 2          | 0                                          | 0           |
| 1 september 2016  | Saitama, Japan                | Japan – V.A.E.                   | 1 – 2   | WK 2018 kwalificatie | 4          | 0                                          | 0           |
| 29 september 2016 | Doha, Qatar                   | Qatar – Servië                   | 3 – 0   | Vriendschappelijk    | 3          | 0                                          | 0           |
| 15 november 2016  | Marrakesh, Marokko            | Marokko – Togo                   | 2 – 1   | Vriendschappelijk    | 3          | 0                                          | 0           |
| 5 september 2017  | Honiara, Salomonseilanden     | Salomonseilanden – Nieuw-Zeeland | 2 – 2   | WK 2018 kwalificatie | 3          | 0                                          | 0           |
| 20 november 2018  | Doha, Qatar                   | Iran – Venezuela                 | 1 – 1   | Vriendschappelijk    | 3          | 0                                          | 0           |
| 2 december 2018   | Bacolod, Filipijnen           | Filipijnen – Vietnam             | 1 – 2   | Vriendschappelijk    | 3          | 0                                          | 0           |
| 8 januari 2019    | Abu Dhabi, VAE                | Irak – Vietnam                   | 3 – 2   | AK 2019              | 3          | 0                                          | 0           |
| 16 januari 2019   | Abu Dhabi, VAE                | Zuid-Korea – China               | 2 – 0   | AK 2019              | 4          | 0                                          | 0           |
| 21 januari 2019   | Al Ain, VAE                   | Australië – Oezbekistan          | 4 – 2   | AK 2019              | 5          | 0                                          | 0           |
| 24 januari 2019   | Abu Dhabi, VAE                | China – Iran                     | 0 – 3   | AK 2019              | 2          | 0                                          | 0           |
| 26 maart 2019     | Seoul, Zuid-Korea             | Zuid-Korea – Colombia            | 2 – 1   | Vriendschappelijk    | 4          | 0                                          | 0           |
| 20 juni 2019      | Denver, Verenigde Staten      | Cuba – Martinique                | 0 – 3   | Gold Cup 2019        | 6          | 1                                          | 0           |
| 27 juni 2019      | Kansas City, Verenigde Staten | Panama – Verenigde Staten        | 0 – 1   | Gold Cup 2019        | 1          | 0                                          | 0           |
| 3 juli 2019       | Glendale, Verenigde Staten    | Haïti – Mexico                   | 0 – 1   | Gold Cup 2019        | 3          | 0                                          | 0           |
| 15 oktober 2019   | Pyongyang, Noord-Korea        | Noord-Korea – Zuid-Korea         | 0 – 0   | WK 2022 kwalificatie | 4          | 0                                          | 0           |
| 19 november 2019  | Bisjkek, Kirgizië             | Kirgizië – Tadzjikistan          | 1 – 1   | WK 2022 kwalificatie | 7          | 0                                          | 0           |
| 7 juni 2021       | Suita, Japan                  | Japan – Tadzjikistan             | 4 – 1   | WK 2022 kwalificatie | 0          | 0                                          | 0           |
| 7 september 2021  | Hanoi, Vietnam                | Vietnam – Australië              | 0 – 1   | WK 2022 kwalificatie | 0          | 0                                          | 0           |
| 7 oktober 2021    | Ansan, Zuid-Korea             | Zuid-Korea – Syrië               | 2 – 1   | WK 2022 kwalificatie | 3          | 0                                          | 0           |
| 12 oktober 2021   | Saitama, Japan                | Japan – Australië                | 2 – 1   | WK 2022 kwalificatie | 3          | 0                                          | 0           |
| 11 november 2021  | Saïda, Libanon                | Libanon – Iran                   | 1 – 2   | WK 2022 kwalificatie | 3          | 0                                          | 0           |
| 27 januari 2022   | Saitama, Japan                | Japan – China                    | 2 – 0   | WK 2022 kwalificatie | 1          | 0                                          | 0           |
| 24 maart 2022     | Saïda, Libanon                | Libanon – Syrië                  | 0 – 3   | WK 2022 kwalificatie | 4          | 0                                          | 0           |
| 27 maart 2022     | Doha, Qatar                   | Nieuw-Zeeland – Tahiti           | 1 – 0   | WK 2022 kwalificatie | 7          | 0                                          | 0           |
| 21 november 2022  | Ar Rayyan, Qatar              | Verenigde Staten – Wales         | 1 – 1   | WK 2022              | 6          | 0                                          | 0           |
| 17 december 2022  | Ar Rayyan, Qatar              | Kroatië – Marokko                | 2 – 1   | WK 2022              | 2          | 0                                          | 0           |
| 7 september 2023  | Al Wakrah, Qatar              | Qatar – Kenia                    | 1 – 2   | Vriendschappelijk    | 4          | 0                                          | 0           |
| 21 november 2023  | Shenzhen, China               | China – Zuid-Korea               | 0 – 3   | WK 2026 kwalificatie | 5          | 0                                          | 0           |
| 14 januari 2024   | Ar Rayyan, Qatar              | Iran – Palestina                 | 4 – 1   | AK 2023              | 7          | 0                                          | 0           |
| 6 juni 2024       | Ar Rayyan, Qatar              | Palestina – Libanon              | 0 – 0   | WK 2026 kwalificatie | 10         | 0                                          | 0           |
| 5 september 2024  | Saitama, Japan                | Japan – China                    | 7 – 0   | WK 2026 kwalificatie | 3          | 0                                          | 0           |
| 15 oktober 2024   | Ar Rayyan, Qatar              | Palestina – Koeweit              | 2 – 2   | WK 2026 kwalificatie | 5          | 1                                          | 0           |

Laatst bijgewerkt op 27 november 2024.